# Parafia św. Jadwigi w Łojach-Awissach
Parafia pw. Świętej Jadwigi w Łojach-Awissach – parafia rzymskokatolicka należąca do dekanatu Jedwabne, diecezji łomżyńskiej, metropolii białostockiej. 
Erygowana w 1950 roku. Jest prowadzona przez księży diecezjalnych.

## Obszar parafii
W granicach parafii znajdują się miejscowości:

- Łoje Awissa,
- Barwiki,
- Brychy,
- Czachy,
- Dusze,
- Kąty,
- Pieńki Borowe,
- Pluty,
- Szlasy,
- Szyjki,
- Trzaski.